# سیارک ۱۸۴۹

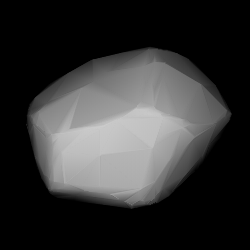
مدل سه‌بُعدی سیارک ۱۸۴۹ بر اساس منحنی نور آن

سیارک ۱۸۴۹ (به انگلیسی: 1849 Kresak، نامگذاری:1942AB) هزار و هشتصد و چهل و نهمین سیارک کشف شده‌است که در ۱۴ ژانویه ۱۹۴۲ و در هایدلبرگ کشف شد.
قدر مطلق سیارک برابر ۱۱٫۶۰ است.